# 松岡廣大
松岡廣大（日语：／ Matsuoka Koudai；1997年8月9日—），日本男演員。2009年4月通過試鏡，隸屬於Amuse。

## 作品

### 電視劇
- 特命戰隊Go Busters（2012年3月4日-2013年2月10日）飾演岩崎龍司（少年時期）
- 沉睡的熟女（2012年9月4日-10月30日）飾演相沢かける
- 上帝的惡作劇（2013年2月4日-25）飾演川村先輩
- 牙狼〈GARO〉～照亮黑暗的人～第20話（2013年8月16日）飾演滔心（少年時期）
- Baby Steps ~網球優等生~ （2016年7月）飾演尾丸榮一郎
- 痛快TV 爽快JAPAN（2017年3月20日）飾演入江貴一
- CRISIS 特別搜查隊 第7集（2017年5月23日）飾演西鄉
- Five（2017年6月30日-8月18日）飾演岩淵拓依
- 兄友（2018年3月26日-4月16日）（2018年3月28日-4月18日）飾演加賀樹
- 公司不是學校（2018年4月21日-6月9日）飾演笹川翔太
- 棋盤上的向日葵 第2集（2019年9月15日）飾演矢口孝彦
- ドラデリ『素顔』（2020年8月21日-）飾演小池
- 経済謎解きミステリー『探偵・円（まどか）は外に出ない』（2020年10月13日）飾演探偵・円
- 監察醫 朝顏第2系列 第4集（2020年11月23日）飾演岸川
- 西荻窪 三星洋酒堂（2021年2月12日-3月19日）飾演竹本和馬
- #love_delusion 第13、14集（2021年5月24日、31日）飾演玉田健太
- 二分之一的夫婦 第1、6、7集（2021年6月3日、7月15日、22日）飾演健
- VoiceII 110緊急指令室 第6集（2021年8月28日）飾演成瀬友則
- 亂來！我居然會成為社長（2022年1月12日-3月16日）飾演萩尾慧
- 小靜和爸爸 第5集（2022年4月10日）飾演鈴間
- 小釣魚花花公子 第7、9、10、12集（2022年8月16日、30日、9月6日、20日）飾演悠思
- 超紅同人作家貓屋敷想被認同而鬧彆扭（2022年10月3日-11月23日）飾演貓屋敷
- around1/4 25歲的我們（2023年7月9日）飾演橫山直己
- 爛漫（2023年）飾演槙野百喜

### 電影
- 雪女（2017年3月4日）
- 兄友（2018年5月26日）飾演 加賀樹
- 引っ越し大名!（2019年8月30日）飾演 綾瀬主水
- 消失吧群青（2019年9月6日）飾演 佐々岡
- 沉默的艦隊（2023年9月29日）飾演 入江覚士
- 赤羽骨子的秘密保鑣（2024年8月2日）飾演 嘉柄讓

### 舞台劇
- FROGS（2013年5月17-26日）（7月18日-27日）
- FROGS Special公演（2013年7月23日、7月27日）
- 網球王子舞台劇第二季（2013年12月19日-2014年9月28日）飾演遠山金太郎
- 火影忍者舞台劇（2015）飾演漩渦鳴人
- 火影忍者再演 舞台劇（2016）飾演漩渦鳴人
- 火影忍者曉之調 舞台劇（2017）飾演漩渦鳴人
- 髑髏城の七人season月 下弦（2017年11月25日-2018年2月21日）飾演霧丸
- 浪漫活劇 浪客劍心（2018）飾演劍心的影子
- 可怕的孩子們（2019年5月18日-6月2日）飾演傑拉德
- 火影忍者曉之調 再演 舞台劇（2019年10月25日-12月22日）飾演漩渦鳴人
- 螺絲鳥編年史（2020年2月11日-2月27日）飾演赤坂肉桂
- 迷路的孩子的時間（2022年11月7日-12月13日）飾演未來人
- INSPIRE陰陽師（2020年12月31日-2021年1月6日）飾演北斗
- Thrill me 音樂劇（2021年4月1日-5月16日）
- 報童傳奇 音樂劇（2021年10月9日-11月17日）飾演克拉奇
- Thrill me 音樂劇（2023年9月7日 - 10月1日）
- 螺絲鳥編年史（2023年11月7日-11月26日）飾演赤坂肉桂

### 廣播
- Dressing Park（2020年4月5日-）

## 外部連結
- 官方個人簡介 （页面存档备份，存于）
- 松岡廣大的instagram帳戶 （页面存档备份，存于）
- 松岡廣大 （@koudai_officia） （页面存档备份，存于）- Twitter
- A!SMART （页面存档备份，存于）
- 官方微博
- 松岡廣大Dressing Park （页面存档备份，存于）